# P-405
La carretera autonómica P-405 es una carretera autonómica de segundo grado la cual tiene su origen en Palencia capital y finaliza en el km. 34,580 en el límite provincial con la provincia de Burgos.
Recorrido

La carretera P-405 tiene su origen en el Centro Comercial Arambol de Palencia en una rotonda con la N-611a. Sale de la capital dirección norte y en el kilómetro 1 enlaza con la A-65, con la cual en la primera rotonda se puede acceder a Valladolid, Burgos, Magaz de Pisuerga y Aranda de Duero. En la segunda ronda se puede acceder a Santander, Guardo, Sahagún, Benavente y León.A continuación recorre Villalobón de sur a norte, y al final del pueblo hay una rotonda en la cual se puede coger la carretera P-410 que se dirige a Valdeolmillos. A continuación pasa por debajo de la A-67 y unos kilómetros después hay una intersección en la cual salen dos carreteras: Una lleva a Fuentes de Valdepero pudiéndose enlazar con la A-67 y la otra lleva a Villamediana. A continuación la P-405 atraviesa la localidad de Villajimena y a la salida de esta aparece la P-411 que lleva a Villamediana y Torquemada. Unos 500 metros más adelante aparece la P-430 que se dirige a Valdespina y Fromista. A continuación la carretera se adentra en el Valle Ronca, saliendo del margen izquierdo caminos que llevan a Valdespina y Palacios del Alcor. A la altura del km. 27 se alcanza Astudillo, donde nada más entrar al pueblo sale la PP-4112 que va de Astudillo a Villamediana. Se circunvala la localidad y al llegar final del municipio, aparece una rotonda en la cual se puede coger la P-431 que va a Santoyo y Frómista, la cual comparte trazado con el Camino de Santiago y la PP-4311 que va a Lantadilla y Osorno. Ya fuera del pueblo aparece un cruce que intersecciona con la P-413, que va a Villalaco y Quintana del Puente. Ya en el límite con la provincia de Burgos encontramos el Puente Viejo y un nuevo cruce con una carretera que va a Valbuena de Pisuerga. Finalmente, en el km. 34, se pasa a la provincia de Burgos y la carretera pasa a denominarse BU-405 que va a Castrojeriz. Hasta 2002 esta carretera se denominaba C-617, que comunicaba Palencia y Villasandino (el tramo entre Castrojeriz y Villasandino hoy día se denomina BU-404)
- Datos: Q111721704